# Follow a Star
Pour plus de détails, voir Fiche technique et Distribution.
Follow a Star est un film britannique réalisé par Robert Asher, sorti en 1959.

## Synopsis
Norman Truscott travaille dans un pressing mais rêve d'être un chanteur célèbre. Il n'en revient pas quand son idole, Vernon Carew, apporte son costume au nettoyage. Carew lui offre alors 5 tickets pour le spectacle.
Sa petite amie, Judy, est handicapée et il l'amène dans son fauteuil roulant à l'école de musique de Miss Dobson, où elle accompagne au piano les élèves. Norman est un de ces élèves, il apprend le chant et l'élocution.
Au théâtre, la performance de Carew est décevante, ce qui provoque des remous dans la salle, pour l'aider Norman se met à chanter en même temps que lui. Carew et son agent, Harold Franklin, décident alors d'utiliser la voix de Norman. À son insu ils enregistrent sa voix et font presser un disque. Lors d'un passage à la télévision, Carew chante en play-back sur la voix de Norman. Miss Dobson reconnaît la voix de son élève, mais celui-ci ne veut pas y croire.
Inquiète du manque de confiance en soi de Norman, Miss Dobson envoie ce dernier chez un psychiatre, qui l'hypnotise. Dans cet état, il a une forte confiance en lui, mais dès que la transe est arrêtée il redevient timide.
Carew doit chanter au London Palladium. Miss Dobson entre dans sa loge et le force à avouer, mais Norman n'est pas totalement convaincu. Elle met Carew KO et envoie Norman, dans les habits de Carew, sur scène. Franklin tente de l'empêcher de chanter. Finalement, Carew arrive et fait sortir Norman. Carew fait semblant de chanter, la voix de Norman venant d'un disque. En tentant d'arrêter le disque, Norman le fait tourner à une vitesse plus grande et la tricherie de Carew est alors révélée au public. Ayant repris confiance, Norman chante sur la scène, Judy le regarde depuis les coulisses. À la fin de sa performance des admirateurs entourent Norman pendant que Judy s'en va. Mais Norman se retourne et la rejoint.

## Fiche technique
- Titre original : Follow a Star
- Réalisation : Robert Asher
- Scénario : Jack Davies, Henry Blyth, Norman Wisdom
- Direction artistique : Maurice Carter
- Décors : Vernon Dixon
- Costumes : Anthony Mendleson
- Photographie : Jack Asher
- Son : C.C. Stevens, Gordon K. McCallum
- Montage : Roger Cherrill
- Musique : Philip Green
- Chorégraphie : Eleanor Fazan
- Production exécutive : Earl St. John
- Production : Hugh Stewart
- Société de production : The Rank Organisation
- Société de distribution : J. Arthur Rank Film Distributors
- Pays d'origine :  Royaume-Uni
- Langue originale : anglais
- Format : Noir et blanc — 35 mm — son mono
- Genre : Comédie, Film musical
- Durée : 102 minutes
- Dates de sortie : Royaume-Uni : 15 décembre 1959

## Distribution
- Norman Wisdom : Norman Truscott
- June Laverick (en) : Judy
- Jerry Desmonde : Vernon Carew
- Hattie Jacques : Dymphna Dobson
- Richard Wattis : Dr. Chatterway
- Eddie Leslie : Harold Franklin
- John Le Mesurier : Birkett
- Sydney Tafler : Pendlebury
- Fenella Fielding : Lady Finchington
- Charles Heslop : le Général

## Chansons du film
- Follow a Star, I Love You, The Square Song, Shepherd of the Dales : paroles et musique de Norman Wisdom
- Give Me : paroles et musique de Philip Green et Sonny Miller
- You Deserve a Medal for That : Lyrics de Peter Myers and Alec Grahame